# 贺梅案
贺梅（1999年1月28日－），曾用名贺思稼，现名（安娜·梅-贺·贝克）。生于美国田纳西州，生父贺绍强来自中国湖南，生母罗秦来自中国重庆。贺梅生父母贺绍强和罗秦夫妇与杰里·贝克和路易丝·贝克夫妇（Jerry and Louise Baker）就贺梅的抚养权的争执及田纳西州法院的有关裁决引起了北美华人社会及主流媒体的关注和讨论。

## 源起
1995年，贺梅的生父贺绍强以学生签证来到美国，赴亚利桑那州立大学留学。1997年，他进入位于田纳西州孟菲斯的孟菲斯大学，并获得奖学金和助教津贴。贺梅的生母罗秦以陪读身份赴美，并在到达美国后很快怀了贺梅。在罗秦怀孕期间，贺绍强被来自中国的女同学齐晓军指控性侵害。虽然孟菲斯警察局吊销了这个案件，但贺绍强的助教工作也丢了。后来，贺绍强和罗秦夫妇在一家超级市场遇到齐晓军及其丈夫，发生了争斗，其间罗秦摔倒下体出血，但为了孩子的安全拒绝流产，冒险继续保胎，在两个月后剖腹产生下贺梅。本来他们准备给孩子取名“贺思家”。由于他们当时没有稳定的收入，还有一万二千美元的医疗帐单，他们求助于中南基督教服务机构，该机构同意把贺梅在贝克夫妇家寄养三个月。在此期间贺绍强因为从前的性侵害案件被捕，并因此失去了他新找的工作。罗秦做饭馆服务生的收入太低，所以他们想把贺梅送回中国让亲戚抚养，但找不到合适的人。

## 纠纷
因为财务关系，贺氏夫妇无法抚养贺梅，于是他们决定让贺梅继续被贝克夫妇抚养。贝克夫妇表达出想收养贺梅的愿望，但遭到贺氏夫妇的拒绝。他们之间达成协议，贺氏夫妇在保留父母权利的同时，把贺梅的监护权交给贝克夫妇。贝克夫妇声称他们之间还有一个口头协议，就是贝克夫妇把贺梅一直抚养到成人。
1999年6月2日，贺绍强和贝克夫妇和一个中南基督教服务机构的律师见面。那个律师告诉贺绍强如果他以后想拿回监护权而又得不到双方同意的话，他将必须诉诸法庭。
1999年6月4日，贺氏夫妇和贝克夫妇到謝爾比縣少年法庭办理监护权移交给贝克夫妇的手续。法庭在双方均不知情的情况下在转移监护权的法律文件中加入了一份监护条例。因为罗秦不谙英文，她无法读懂文件，必须要翻译的解释。包括翻译在内的三个证人事后作证，罗秦非常关注贝克夫妇对贺梅的监护权是暂时的。一个法庭的工作人员作证，说罗秦“一定要在未来什么时候把孩子要回来。”贝克及其律师告诉罗秦签字才可以使贺梅得到必要的医疗保险，翻译作证罗秦是在相信监护权的转移是暂时的情况下签署了文件。
自此贺氏夫妇经常看望贺梅，通常是每周一个小时。路易丝·贝克开始记录每次贺氏夫妇看望贺梅的时间、活动、和给贺梅的礼物。1999年10月，当贺氏夫妇要把贺梅带出贝克家遭到拒绝之后，双方开始产生摩擦。路易丝·贝克写道：“我们希望这种探望能两周一次。我们觉得这样他们会逐渐疏远，但最近这两次罗秦显得想多来。”在1999年11月，贺绍强告诉杰里·贝克他们想收回贺梅的监护权。杰里回答说他们不愿意放弃贺梅的监护权，而且不想让正在怀孕的路易丝流产。在那几个月期间，贺氏夫妇向少年法庭抱怨探视过程中遭遇的困难，并说想拿回监护权。
2000年5月，贺氏夫妇向少年法庭提出收回监护权的诉讼，被拒绝。
贺绍强在邻近的佐治亚州找到了一份工作，罗秦则继续看望贺梅。然而有一次她拒绝离开贝克的家，贝克报了警。贝克夫妇告诉贺绍强他们不再允许罗秦单独看望贺梅之后，贺绍强辞去了在佐治亚洲的工作。
贺氏夫妇继续看望贺梅。但在2001年1月28日，贺氏夫妇要把贺梅带出去照全家福引发口角，贝克家叫来了警察。贺氏夫妇被告知不可以再到贝克家。后来那个警察作证说他说的是贺氏夫妇当天不可以回贝克家，但贺氏夫妇认为他们彻底不可以再去贝克家。从此他们再没有去见贺梅。
2001年4月贺氏夫妇向少年法庭申请收回监护权。他们在5月29日再次提交申请。原定在6月6日举行的听证会被延期到6月22日，以便贝克的律师可以出席。与此同时贝克夫妇在他们的律师的建议下，于2001年6月20日申请取消贺氏夫妇的父母权。这使得贺氏夫妇在少年法庭的诉讼被暂停，案子被移送到大法官法庭。

## 诉讼
2000年5月，贺氏夫妇向少年法庭提出收回监护权的诉讼，被拒绝。
2001年4月贺氏夫妇向少年法庭申请收回贺梅的监护权。
2001年6月，贝克夫妇向大法官法庭申请收养贺梅，原因是贺氏夫妇的遗弃和无经济能力。
2004年5月，经过10天的审判，法官罗伯特·切尔德斯判决中止贺氏夫妇的父母权利，判决的理由是贺氏夫妇故意遗弃。贺氏夫妇不服上诉，在11月23日，田纳西州上诉法庭维持原判。贺氏夫妇之后向田纳西州最高法院上诉。
2006年，贺氏夫妇在最高法院表示剥夺他们父母权利的判决是错误的。他们说没有支持他们有意遗弃贺梅的事实，而且他们屡次向少年法庭要求监护权是他们试图看望贺梅的明证。在口头辩论之后，贺氏夫妇向法庭提交了要求法庭判决监护权的自辩状。在自辩状中他们坚持“临时”指的是他们在做出这一安排时的困难状况。因此，他们拥有比监护权争论更高的父母权利。
2007年1月，在大法官威廉·巴克的批准下，田纳西州最高法院一致通过撤销上诉法庭的判决，要求贺梅回到生父母的身边。在判决中，法庭说：“我们认为贺梅的父母并未在知道其后果的情况下将监护权转移给贝克夫妇，因此他们拥有更高的监护权。”这个案子现在被转回大法官法庭来监督孩子回到生父母身边的过程。贝克夫妇将被迫支付所有的法律费用。
在2007年2月2日，贝克夫妇要求田纳西州最高法院再次对此案件展开听证，维持其监护权，被法院迅速驳回。贝克夫妇立即向美国最高法院上诉要求维持其监护权，被法院在2月12日驳回。
至此法律诉讼结束。少年法庭开始贺梅回到贺氏夫妇身边的安排。与此同时，贝克夫妇继续上诉。
2007年6月25日，美国联邦最高法院拒绝受理贝克夫妇要求停止田纳西州最高法院做出的贺梅回到贺氏夫妇身边的判决，贝克夫妇及其则向联邦地区法院再次提出动议。这次上诉有可能是贝克夫妇的最后希望。

## 移交
在田纳西州最高法院判决之后，贺梅在未来的几个月中将逐渐回到生父母的身边。2007年2月21日，贝克夫妇在美国广播公司的节目中发布了贺梅的录像，在录像中贺梅否认她是中国人，认为自己是墨西哥人，对是否去中国的问题回答“决不”。但之后《今日美国》报社记者透露贝克夫妇是在每个问题5美元的诱惑下要贺梅回答问题的，导致舆论争议。在录像中贺梅对于要姓“贺”还是“贝克”的问题拒绝回答。少年法庭法官科提斯·珀森表达了对贺梅在媒体上曝光的不满，并说如果这种情况再次发生将发出法庭禁止令。
2007年3月15日，贺梅几年来第一次见到家人，和贺氏夫妇在一起度过了两个小时。科提斯·珀森说在今后的四个星期之内会在心理学家的安排下增加他们见面的频率和长度。据贺绍强讲，第一次会面的情况比他和罗秦预料的好，贺梅没有哭、难过、或者敌意。3月18日贺氏夫妇和贺梅第二次会面，这次还带了贺梅没见过的弟弟和妹妹。贺梅在当场画画的签名是Anna Mae He，并说自己是墨西哥人因为“每个人都说我是墨西哥人”。
7月20日，因为贝克夫妇有带着贺梅逃跑的可能，贺梅被孟菲斯少年法庭工作人员带离了贝克家。她将在一个过渡家庭暂住若干天，再回到亲生父母身边。
2007年7月24日，贺梅终于回到阔别七年的贺氏夫妇的身边。
2007年10月，贺家表示贺梅回家后适应得很好，并感谢为此案义务辩护的律师David Siegel和Richard Gordon。
2008年1月底，贺家邀请贝克家人一起庆祝贺梅的生日，前提是贝克夫妇不可以自称父母，且不可以当众哭泣。杰里·贝克说自己没有办法不哭，所以没有去，贝克家庭的其他人去了。

## 在中国
2008年2月9日，贺家全家搭机飞回中国。贺绍强在湖南的一所大学找到了工作，贺梅即将上一所英语教学的国际学校。贺绍强表示希望有朝一日可以在一家美国公司工作回到孟菲斯，贝克表示愿意帮助贺绍强重返美国。
同年，贺绍强与罗秦协议离婚，儿子判决给贺绍强，两个女儿归罗秦。罗秦不愿子女分开，带着三个孩子回到家乡重庆，但没有钱负担三个孩子上民办双语教学的小学。同时贺绍强也在湖南失业。
四川外语学院附属双语学校的一位学生家长匿名为贺梅三姐弟缴齐了学费，让他们三人重返校园。国侨办因此事出台了《华人华侨子女回国接受义务教育的规定》，华侨子女回中国后可享受中华人民共和国的国民待遇，在公立学校就读可享免费义务教育，华人子女在中国就读的规定则由各个地方自行决定。

## 回到美国
2011年夏天，贺梅及其弟妹到美国孟菲斯度暑假，贝克家接待。贝克表示希望以后贺梅每个夏天都能访问他们。8月15日贺梅及其弟妹返回中国。
2014年,秦覺得最好讓她回美國上高中，於是給貝克夫妻打電話問他們是否可以接納賀梅。贺梅以及其妹妹回美國上高中，申請入讀紐約的圣劳伦斯大學。2022年贺梅从圣劳伦斯大学政治科学与政府专业毕业，学位证书上的名字是（安娜·梅-贺·贝克）。

## 影响
贺梅一案得到了美国各界尤其是美国主流社会的关注。纽约时报、USA TODAY、人物杂志、华盛顿邮报等主流文字媒体，CNN、ABC等电视媒体都对贺梅案进行了大量详细的报道。2008年2月，贺梅回到中国前，ABC在其2020节目以及早安美国（GMA）节目中，对贺梅案进行了详细介绍，引起了美国观众的强烈反响。贺梅回到中国之后，国内主流媒体对贺梅案做了相当的关注，湖南卫视以“7年之痛”为题，对事件进行了30分钟的回顾。
2000年孟菲斯当地华人在组织了“贺梅基金”，2002年当地法院禁止他们以贺梅的名义建立基金，该基金被迫关闭。很快，华人们就又组织了一个新“贺家团圆基金”。最后，中国驻美大使馆也介入此案。
在2007年3月16日，贺氏夫妇贏了官司之后首次见贺梅的次日，中国驻美大使馆参赞兼总领事邱学军祝愿贺梅能早日与亲生父母团聚，并希望广大旅美同胞注意依法保护自身权益。
2007年10月，为此案义务辩护的律师David Siegel因为此案获得美国律师公会颁发一项荣誉奖状，表扬他在义务律师工作上的贡献。
在海外中文网路上，有人支持贺氏夫妇要回自己的骨肉；有人说贺梅在贝克家有更好的前途；有人认为贺绍强寄养贺梅、在经济拮据的情况下再生子女，以及要回贺梅都是为了留在美国；也有人说贺绍强和贝克夫妇都有做得不对的地方，造成无辜孩子心灵上的伤害。